# 察伯费尔德
察伯费尔德是德国巴登-符腾堡州的一个市镇。总面积22.18平方公里，总人口3894人，其中男性1901人，女性1993人（2011年12月31日），人口密度176人/平方公里。